# Betta aurigans
Betta aurigans är en fiskart som beskrevs av Tan och Lim 2004. Betta aurigans ingår i släktet Betta och familjen Osphronemidae. Inga underarter finns listade.